# Gregorio II di Agrigento
Gregorio d'Agrigento, in seguito Gregorio II (Agrigento, 559 – Agrigento, 630), è stato un vescovo italiano. 
Venerato come santo e patrono per la conservazione di beni archeologici e architettonici, è festeggiato il 23 novembre nella Chiesa cattolica, tranne in Sicilia, dove la ricorrenza locale è il 25 novembre.

## Fonti antiche
Diverse sono le testimonianze antiche sul culto e la vita di Gregorio di Agrigento.
Nella tradizione cultuale e liturgica delle Chiese orientali un Gregorio vescovo di Agrigento è venerato fin dal IX secolo; risale a quest'epoca infatti un inno di Giuseppe l'Innografo. Nei sinassari greci, armeni e georgiani il suo nome è ricordato il 23 o il 24 novembre. Diverse miniature e mosaici dell'XI secolo riproducono immagini del santo.
La testimonianza più importante è certamente la vita di san Gregorio, scritta in greco, attribuita all'abate del monastero di San Saba a Roma, Leonzio, il quale riferisce di aver appreso le notizie sul santo di Agrigento dalla tradizione orale del proprio monastero. Il testo è stato composto fra VIII e IX secolo, prima della conquista araba di Agrigento.
Dal punto di vista storico è nota l'esistenza di un vescovo Gregorio di Agrigento, menzionato nell'epistolario di papa Gregorio I dal 591 al 603.
Infine, nella Vita e traslazione di sant'Agrippina, martire romana, si parla di un vescovo Gregorio di Agrigento che avrebbe accolto le spoglie della santa, traslate a Girgenti; i fatti sono riferiti al III secolo.

## Biografia

### Dall'epistolario di papa Gregorio I
La prima menzione del vescovo Gregorio è in una lettera del mese di agosto 591, con la quale Gregorio Magno ingiunge ai vescovi Gregorio di Agrigento, Leone di Catania e Vittore di Palermo, sui quali pesano delle accuse, di presentarsi davanti al diacono Pietro, suo vicario in Sicilia, e poi a Massimiano di Siracusa per essere giudicati.
Le accuse dovettero però dimostrarsi più gravi, perché da lettere successive sappiamo che il papa avocò a sé l'affare, chiamando gli accusati a Roma. Non si conosce tuttavia l'esito dell'inchiesta; sappiamo però che Leone fu riconosciuto innocente nel mese di luglio 592 e Vittore era di nuovo nella sua sede di Palermo nell'aprile 593. Gregorio invece era ancora a Roma a novembre 594, perché in questa occasione il papa affidò a Pietro di Triocala il compito di visitare la diocesi di Girgenti, ancora senza il suo pastore e lacerata da divisioni interne.
Ignota è la sorte del vescovo Gregorio. Dall'epistolario gregoriano sappiamo che nel mese di maggio 598 Agrigento aveva il suo vescovo, di cui però non è fatto il nome. Infine, tra i destinatari di una lettera ai vescovi siciliani del gennaio 603, appare anche il nome di Gregorio, ma senza indicazione della sede episcopale di appartenenza.

### DallaVitadi Leonzio di San Saba
Gregorio nasce nel villaggio di Pretorio nei pressi di Agrigento, figlio unico di Caritone e Teodota, e viene battezzato dal vescovo Potamione. A otto anni comincia a frequentare la scuola del maestro Damiano. A dodici anni, su richiesta dei genitori, è ordinato lettore e diventa discepolo dell'arcidiacono Donato, che lo invita a leggere i Padri della Chiesa. La lettura di una vita di san Basilio Magno fa nascere in lui il desiderio di visitare i Luoghi Santi. A diciotto, anni durante una visione, gli appare un angelo che gli dice di andare sulla riva del mare, dove lo attende una nave diretta a Cartagine. Il capitano del battello, Varo, è intenzionato in un primo momento a venderlo come schiavo, ma durante la traversata si pente dei suoi propositi. Così Gregorio giunge nella città africana. Qui ha modo di incontrare il vescovo; nella chiesa del martire san Giuliano incontra tre monaci, i quali gli rivelano che sono stati mandati da Dio per condurlo fino a Gerusalemme. Gregorio parte allora per Tripoli e quattro mesi dopo giunge a Gerusalemme con i tre monaci.
La domenica di Pasqua assiste ai servizi liturgici nel Santo Sepolcro ed è ricevuto dall'arcivescovo Macario, che rivela i nomi dei tre monaci che accompagnano Gregorio, ossia Marco, Leonzio e Serapione. Questi, una settimana dopo, prendono congedo da Gregorio e ritornano in Occidente, dapprima ad Agrigento, per consolare Caritone e Teodota che non si arrendono al fatto di aver perso il loro figlio, e poi a Roma, Intanto Gregorio viene ordinato diacono ed entra in un monastero sul Monte degli Ulivi. Successivamente lascia Gerusalemme e si ritira per quattro anni nel deserto per condurre vita eremitica. Ritorna poi a Gerusalemme, per un anno, e poi si reca ad Antiochia, dove è ricevuto dall'arcivescovo Eustazio; alloggia in una cellula abitata un tempo da san Basilio Magno. In seguito, lascia anche Antiochia e si reca a Costantinopoli.
Nella capitale imperiale, Gregorio si ritira nel monastero dei Santi Sergio e Bacco, dove inizia a studiare le opere di san Giovanni Crisostomo. Conosciuta la sua saggezza, l'arcivescovo della città incarica il diacono Costantino e il filosofo Massimo di saggiare le sue conoscenze e la sua ortodossia; provata la sua fedeltà alla vera fede, viene ricevuto dall'arcivescovo. Alcune settimane più tardi, nella chiesa di Sant'Irene si celebra un concilio contro un'eresia sostenuta da Sergio, Ciro e Paolo; Gregorio, vi partecipa come supplente dell'arcivescovo di Sardica malato e la sua eloquenza riesce a sconfiggere gli eretici e a riportare molti all'ortodossia. Lo stesso imperatore Giustiniano lo riceve a palazzo. Qualche giorno dopo lascia Costantinopoli per Roma, dove si installa nel monastero di San Saba.
Nel frattempo, muore il vescovo agrigentino Teodoro e la contesa fra i pretendenti alla successione, Sabino e Crescentino, divide la città. Una delegazione cittadina, guidata dall'arcidiacono Euplo e dal padre di Gregorio, Caritone, giunge a Roma per chiedere l'aiuto del papa. Questi ha una visione, che lo invita a scegliere Gregorio, il quale, ritenendosi indegno, prima si nasconde in un monastero, e poi pensa di fuggire in Spagna. Alla fine tuttavia accetta e riceve la consacrazione episcopale
Ritorna così ad Agrigento, dopo tredici anni di assenza, ed è installato sulla sede dal vescovo Felice, che aveva fatto con lui il viaggio da Roma. Ma gli ex pretendenti al seggio episcopale, Sabino e Crescentino, tramano un complotto nei suoi confronti, con l'appoggio di trenta chierici e venticinque laici, per provocare una sua deposizione, e per imporre un certo Leucio, eretico già condannato in Oriente in un concilio tenuto a Laodicea e che già aveva affrontato Gregorio nel concilio di Costantinopoli. Introducono di nascosto e con la complicità dei cospiratori una prostituta nella stanza del vescovo. Lo scandalo esplode nella città ed il vescovo è arrestato e gettato in prigione, mentre Leucio occupa illegittimamente la sede episcopale.
Liberato miracolosamente e sostenuto dalla popolazione, Gregorio fa appello al papa tramite l'esarca Tiberio. Il papa, dopo lettura del rapporto di Tiberio, lo fa gettare in prigione, dove resta un anno, prima che il pontefice si interessi di lui. Il monaco Marco consiglia allora al papa di consultare l'imperatore e l'arcivescovo di Costantinopoli. Dalla capitale arriva allora lo spatario Marciano, legato dell'imperatore e conosciuto da Gregorio all'epoca della sua residenza sul Bosforo, assieme ai metropoliti di Ancira, di Cizico e di Corinto, e il diacono Costantino. Visitato in carcere, Gregorio confessa loro che è imprigionato oramai da due anni e quattro mesi, ma che avrebbe lasciato la prigione solo per volere del papa.
Viene allora convocato un sinodo nella chiesa di Sant'Ippolito, presso il carcere, alla presenza di 150 vescovi e oltre cento accusatori, tra cui Sabino e Crescentino, e con tutti gli attori in causa, compresa la prostituta usata per compromettere Gregorio, che confessa la trama ordita contro il vescovo. Alla fine Gregorio ne esce vincitore e viene riabilitato; i calunniatori sono condannati e l'intruso Leucio condannato all'esilio in Spagna. Come ricompensa per i danni arrecati, alla Chiesa di Agrigento il papa assegna i beni demaniali di proprietà della Chiesa di Roma fin dai tempi di Costantino.
Finalmente Gregorio può lasciare Roma e si reca a Costantinopoli, con la delegazione venuta dalla capitale per il sinodo; è ricevuto a palazzo da Giustiniano e dall'arcivescovo. Resta nella città per un certo periodo di tempo, dedicato alla stesura di libri e alla formulazione di nuovi canoni ecclesiastici, promulgati dall'imperatore. Col permesso di Giustiniano ritorna infine ad Agrigento, dove è accolto trionfalmente. Non si stabilisce tuttavia in città, ma trasforma in chiesa uno dei templi appena fuori dall'abitato, dedicandola ai santi Pietro e Paolo.

## Cronologia
Difficile e incerto è stabilire la cronologia della vita di san Gregorio, per la presenza di numerosi anacronismi nella biografia di Leonzio, giudicata da Agostino Amore come «degna di essere annoverata tra le più scadenti produzioni agiografiche».
La vita fu pubblicata per la prima volta da Ottavio Gaetani nell'opera postuma Vitae Sanctorum Siculorum del 1657, in una traduzione in latino del confratello gesuita Francesco Raiato. In seguito, Stefano Antonio Morcelli, nel 1791, pubblicò una prima edizione critica della vita, con il testo originale greco e una nuova traduzione in latino. Lo stesso testo fu inserito nel volume 98 della Patrologia greca nel 1865. L'ultima edizione critica dell'opera di Leonzio è di Albrecht Berger nel 1995.
La presenza degli anacronismi, l'incertezza nell'identificazione dei personaggi menzionati nella vita, il mancato riferimento al nome del papa e del patriarca di Costantinopoli, e la presenza, al contrario, di chiari riferimenti ad eventi storici, hanno indotto coloro che si sono interessati della vita di Leonzio a formulare ipotesi diverse sulla cronologia della vita di san Gregorio e sull'epoca in cui ha vissuto.
Il primo che tentò di collocare cronologicamente il santo fu Ottavio Gaetani nelle sue animadversiones, ossia considerazioni sulla vita di san Gregorio. Secondo questo autore il santo sarebbe vissuto all'epoca dell'imperatore Giustiniano I nel VI secolo, prese parte nel 553 al secondo concilio di Costantinopoli e nel 555 è ordinato a Roma vescovo di Agrigento. Questa cronologia, con alcune piccole varianti, è fatta propria da Rocco Pirri, nella sua Sicilia sacra e successivamente accettata da altri autori (Gams e Cappelletti).
Nel 1760 Giovanni Lanza pubblicò una dissertazione sull'età di Gregorio, nella quale l'autore colloca la vita del santo all'epoca di Giustiniano II Rinotmeto, ossia fra VII e VIII secolo; prese parte nel 680 al terzo concilio di Costantinopoli; nel 681 giunge a Roma, dove viene consacrato vescovo di Agrigento. La collocazione cronologica di san Gregorio tra VII e VIII secolo è fatta propria, tra gli altri, da Francesco Lanzoni, il quale aggiunge che il san Gregorio menzionato nella Vita e traslazione di sant'Agrippina sarebbe in realtà il vescovo della vita di Leonzio.
Nella sua opera Sancti Gregorii II pontificis Agrigentinorum (1791), Stefano Antonio Morcelli da un'ulteriore interpretazione sulla cronologia del santo, identificandolo con il vescovo Gregorio menzionato nell'epistolario di papa Gregorio Magno: nasce nel 559, diventa vescovo di Agrigento nel 590 e muore nel 630. Questa cronologia è quella che maggiormente si è imposta, ed appare ancora nella biografia scritta recentemente (2000) da Domenico De Gregorio.
Agostino Amore ritiene che la vita scritta da Leonzio unisca in un'unica storia, personaggi, eventi e situazioni diverse e tra loro lontane nel tempo, e sostiene l'ipotesi che la vita possa racchiudere in sé due Gregorio distinti: il santo, venerato in Oriente fin dal IX secolo, e il vescovo, storicamente documentato nelle lettere di Gregorio Magno.

## Il Commentario sull'Ecclesiaste
Gregorio di Agrigento è tradizionalmente considerato l'autore di un Commentario sull'Ecclesiaste in dieci libri in greco, che ci è stato trasmesso da quattro manoscritti. Leonzio di San Saba, che pure fa riferimento a vari scritti di San Gregorio, non menziona specificamente quest'opera. Il Commentario dimostra una grande erudizione (particolarmente profonda è la conoscenza dei precedenti commentari di Gregorio di Nissa e Olimpiodoro Diacono) e testimonia una notevole distanza critica rispetto ai suoi predecessori e un alto livello intellettuale. Il manoscritto più antico in nostro possesso (Paris. Coisl. gr. 57, dell'inizio del X secolo), attribuisce erroneamente l'opera a Gregorio di Nissa. Un manoscritto successivo (XIV secolo) la attribuisce al patriarca Gregorio di Antiochia.
Alcuni studiosi moderni escludono che il vescovo di Agrigento possa essere l'autore del Commentario: l'opera, infatti, presuppone l'uso di un rito greco che fu introdotto in Sicilia solo diversi decenni dopo la sua morte. In generale, sembra improbabile che un'opera dai tratti marcatamente orientali provenga dalla Sicilia. È stato recentemente dimostrato che questo testo è lo stesso di un Commentario sull'Ecclesiaste tradotto in georgiano nel XII secolo da Ioane Petritsi; tuttavia, nella tradizione georgiana, l'originale di questa traduzione è attribuito a Metrofane di Smirne, uno dei massimi oppositori di Fozio che visse tra l'858 e l'880.
L'editio princeps del testo greco, accompagnato da una traduzione latina, fu curata da Stefano Antonio Morcelli (Venezia, 1791), e venne riprodotta in PG 98. L'edizione critica più recente è quella curata da Jacques Noret e Gerard H. Ettlinger: Pseudo-Gregorii Agrigentini seu Pseudo-Gregorii Nysseni Commentarius in Ecclesiasten, Corpus Christianorum, series Græca 56, Brepols, Turnhout-Louvain, 2007.

## Il culto
Il Martirologio romano del 2001, riformato a norma dei decreti del Concilio Vaticano II, ricorda san Gregorio il 23 novembre con queste parole: